# Balfor
«BalFor» — российская метал-группа из города Тверь. Коллектив сформировался в 1998 году, начав свою деятельность в качестве блэк-метал группы.  В оригинальный состав в 1998 году входили: Константин Коныгин (гитара) и Андрей Петров (бас-гитара, вокал).

## История

### 2000-2007
С лета 2000 года к  «BalFor» присоединился ещё один постоянный участник – ударник Евгений Москаленко, покинувший к тому моменту тверскую группу Bloodrain. В данном составе «BalFor» выступили на трех концертах, после чего в 2001 году Андрей Петров ушел из коллектива, продолжив свою деятельность в качестве барабанщика группы Snickers-убийца. Обязанности вокалиста с этого момента стал исполнять Константин Коныгин, а временным басистом  стал Андрей Штольz.
В октябре 2001 года к коллективу присоединился второй гитарист - Дмитрий Киселёв.  В начале мая 2002 года в качестве басиста в «BalFor»  был приглашен Алексей Гришин. К этому моменту группа сменила стиль на прогрессивный дэт-метал / блэк-метал.
В 2005 году на лэйбле «Мистерия Звука» состоялся релиз дебютного альбома «BalFor», получившего название «Знамение». В это же время композиция «Знамение» вышла в составе сборника «Legacy Of Metal vol.1».
Позже, в 2007 году коллектив принял участие в программе «Брать живьём» на телеканале О2ТВ.

### 2011-2016
С 2011 года участники «BalFor» создали совместный проект с группой Куприянов (экс.Чёрный кофе (группа)), в котором приняли участие Константин Коныгин (гитара), Евгений Москаленко (барабаны), Иван Нечаев (бас). Однако в конце 2014 года Иван Нечаев покинул проект.
В 2014 году «Balfor», по приглашению музыкального сообщества «MetalRus» записали кавер-версию песни группы «Масте», «Только ты» для трибьюта «Talk of the MASTER Generation», который вышел на лейбле «CD-Maximum» .
В 2016 году Константин Коныгин приглашён в проект Маргариты Пушкиной MARGENTA-Династия Посвященных» в качестве гитариста и вокалиста для нескольких песен в рок-опере «Окситания».

### Второй Альбом
Второй альбом «BalFor» «Грани» вышел в конце 2015 года на лейбле Irond Records / Molot Records.
На настоящий момент в состав «BalFor» входят: 
- Константин Коныгин  (гитара, вокал),
- Семен Федосов (бас-гитара),
- Евгений Москаленко (ударные).

## Дискография
- 2005-CD "Знамение"
- 2005-Legacy of Metal (сборник)
- 2007-VIDEO DEMO "Born to rock"
- 2014- "Talk of the MASTER Generation" (сборник)
- 2015- CD "Грани"

## Рецензии
- Рецензия на альбом «Грани» Dark City № 90,стр.35, 2016 год